# Bliźnięta (skała)
Bliźnięta – dwie skały na Wzgórzu Dumań w Dolinie Kobylańskiej na Wyżynie Olkuskiej, w miejscowości Karniowice, w gminie Zabierzów, powiecie krakowskim, województwie małopolskim. Znajdują się w lesie, w północnej części doliny, w jej orograficznie lewych zboczach, pomiędzy Chorobliwą Granią i Sępią Basztą.
Skałki zbudowane są z wapienia. Wyżej położona i wyższa jest obiektem wspinaczki skalnej. Ma wysokość 12 m i pionowe ściany. Wspinacze zaliczają ją do Grupy nad Źródełkiem. Na jej południowej i wschodniej ścianie poprowadzili 8 dróg wspinaczkowych o trudności IV+ – 6.1+ w skali Kurtyki. 3 z nich z nich posiadają asekurację: ringi (r) i dwa ringi zjazdowe (drz).

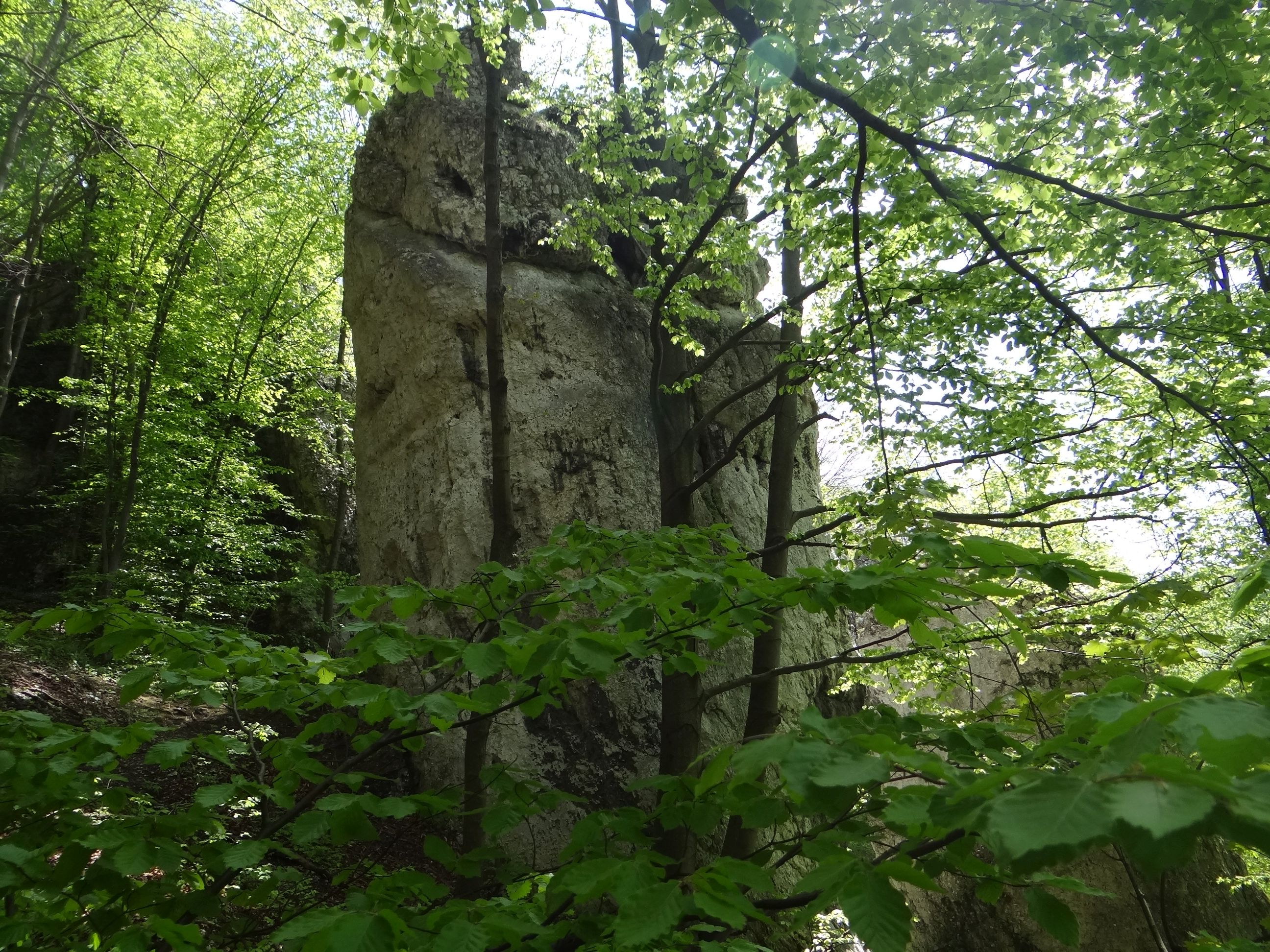
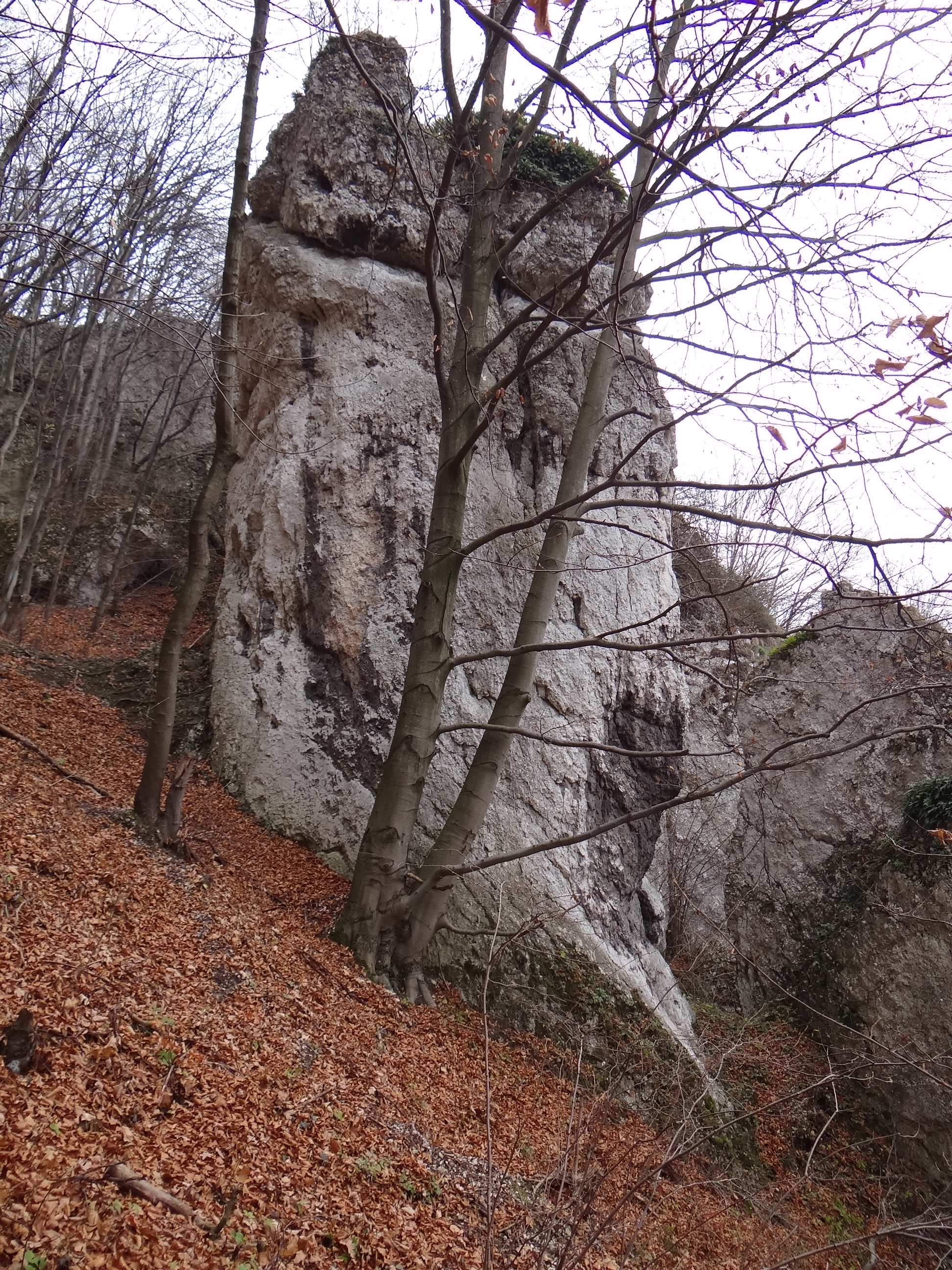
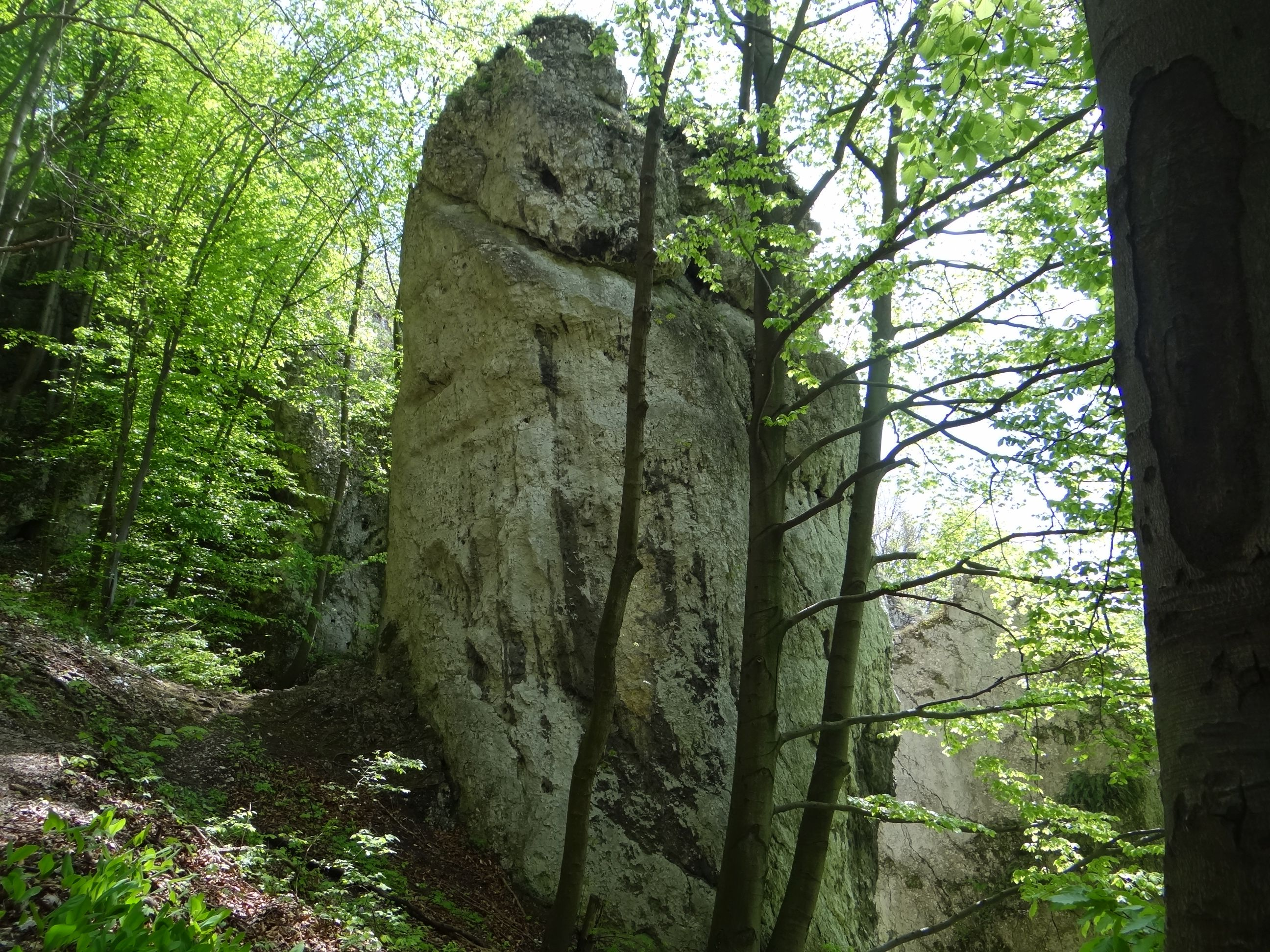
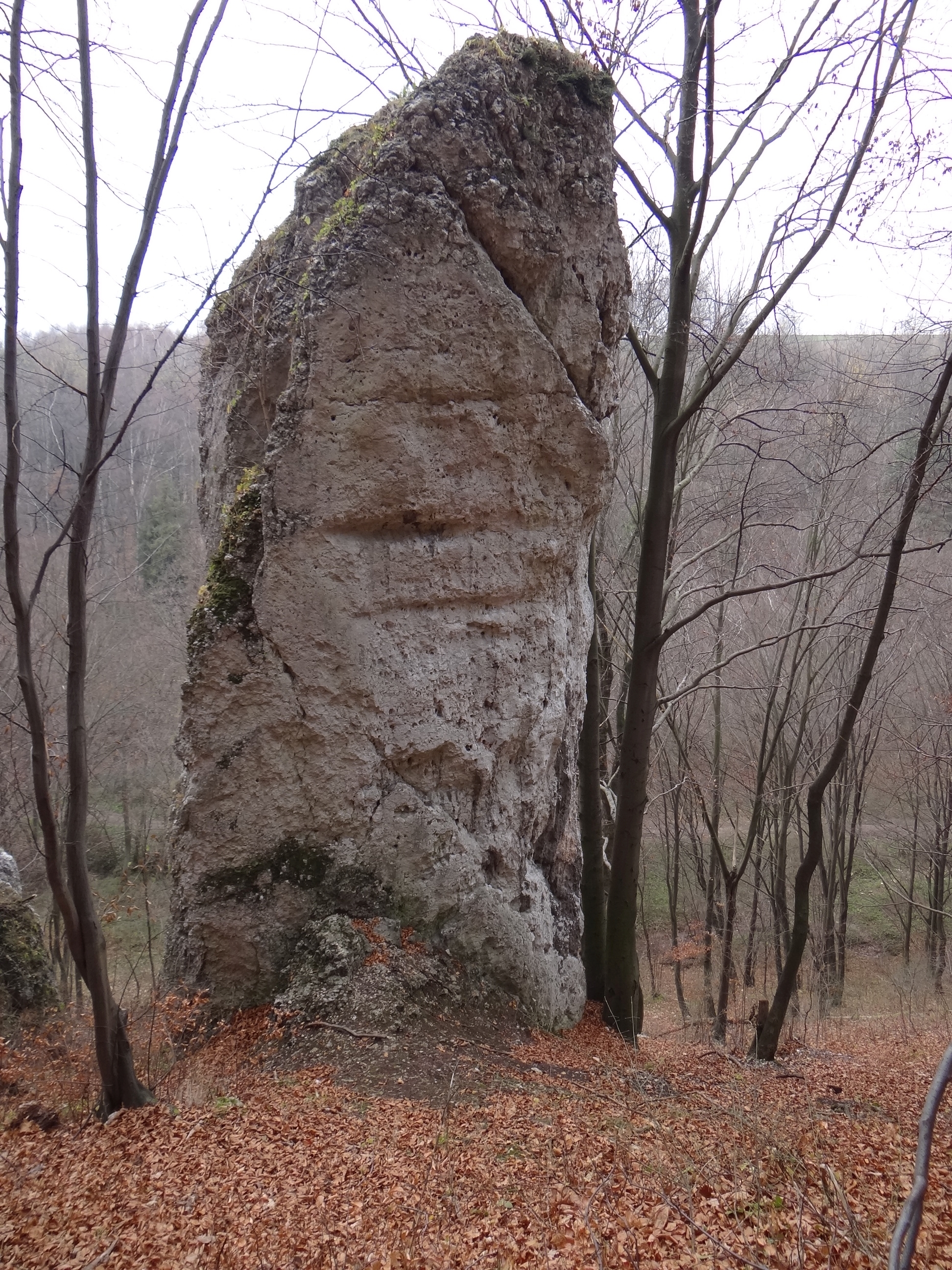

## Drogi wspinaczkowe
Bliźnięta I
1. Ścianka Ła-Py; V, 12 m
2. Jednoręki bandyta; VI.1+, 3r + rz, 12 m
3. Degradacja wartości; VI.1, 3r + rz 12 m
4. Gier krówka; VI+, 5r + drz, 13 m

Bliźnięta II
1. Klasyczna; IV+, 12 m

Bliźnięta III
1. Filarek Jasińskiego; VI, 12 m
2. Droga Opozdy; VI.1, 12 m
3. Zachodnia Ła-Pa; V, 12 m[3].